# Eduardo Viscasillas Blanque
Eduardo Viscasillas Blanque (Saragossa, Aragó, 21 de setembre de 1848 - Madrid, Castella, 1935) fou un compositor i jurisconsult aragonès. En la seva ciutat natal cursà la carrera de dret, ensems amb els estudis de musicals, en els que va ser un alumne distingit del mestre Ballo Tena. L'any 1873 ingressà en el cos diplomàtic, passant amb destí a Itàlia, on i va romandre tres anys. En aquest temps va compondre diverses obres musicals, a les que posteriorment, ja retornat a Espanya, afegí les titulades Notte in Venezia; Meditazione, i l'himne «Santa Cecília» (aquestes últimes premiades en l'Exposició de Música de Bolonya el 1888), en el jurat de la qual hi havia Verdi i una Salve per a veus i orquestra. El 17 de gener de 1899 estrenà en el teatre Principal de Saragossa la seva òpera Página goda amb llibret de Lluís Ram de Viu, també coneguda amb el títol Pelayo. Nomenat degà del Col·legi de Sant Climent de Bolonya, allà va compondre noves obres instrumentals i revisà la partitura de Pelayo.